# Comps-sur-Artuby
Comps-sur-Artuby település Franciaországban, Var megyében. Lakosainak száma 346 fő (2022. január 1.). Comps-sur-Artuby Bargème, Bargemon, Le Bourguet, Brenon, Montferrat, Seillans és Trigance községekkel határos.

## Népesség
A település népességének változása:
| Lakosok száma | 355  | 378  | 387  | 364  | 346  | 328  | 336  | 339  | 346  |
|               | 2013 | 2015 | 2016 | 2017 | 2018 | 2019 | 2020 | 2021 | 2022 |